# Хитрый мозг
«Хитрый мозг» (кит. 整蠱專家) — гонконгская комедия 1991 года, снятая режиссёром Вон Цзином. Главные роли в фильме исполнили Стивен Чоу, Энди Лау, Розамунд Кван и Нг Ман-Тат.

## Сюжет
Цзин Ку (Стивен Чоу) — аферист, специалист по различным уловкам и хитростям. У него есть частное агентство. К его услугам обращается Мэкки (Уэйз Ли), который мечтает жениться на дочери своего босса (Розамунд Кван). А она встречается с Китом (Энди Лау). Цзин должен очернить имя Кита.

## В ролях
- Стивен Чоу — Цзин Ку / Ман Юк
- Энди Лау — Че Ман Кит
- Розамунд Кван — Люси Чинг
- Чингми Яу — Банан Фанг
- Нг Ман-Тат — Ян Че
- Уэйс Ли — Мэкки Кам
- Вонг Цзин — Чиу
- Чарли Чо — Одноглазый
- Дион Лам — головорез
- Шинг Фуй-Он — мистера Чу
- Ю Мо-Лин — миссис Чу
- Пау Хон Лам — мистер Чинг
- Джон Чинг — эксперт по трюкам
- Ло Фан — Шарки
- Мэннор Чан — бывший любовник Ян Че
- Чарли Чо Ча-Ли — одноглазый
- Джо Джо Нган Лай-Юэ — наёмная шлюха Банана
- Бенц Конг То-Хой — мистер Кут Чун
- Билл Лун Биу — лысый дискотечный негодяй
- Нг Квок-Кин — офицер полиции